# 马克·M·戴维斯
马克·M·戴维斯（瑞典語：Mark Morris Davis，1952年11月27日—）是一位美国免疫学家，本科毕业于约翰斯·霍普金斯大学，博士毕业于加州理工學院，导师勒罗伊·胡德，现为斯坦福大学教授，第一个鉴定了T细胞受体基因。